# Dynasty Recordings
Dynasty Recordings OY es una discográfica y asociación Finlandesa formada por artistas Finlandeses pertenecientes a los grupos The Rasmus y Kwan. Se fundó en el año 1999 y sus estudios se encuentran en la ciudad de Helsinki.

## Historia
En un principio Dynasty era una asociación de tres bandas Finlandesas que se formó en el año 1999. Estaba formada por The Rasmus, Killer y Kwan.
El grupo Killer ya no pertenece a Dynasty debido a que esa banda se separó.
El significado de Dynasty (Dinastía) es debido a la gran amistad que une a cada miembro de la asociación. La mayoría de sus miembros llevan tatuajes con el emblema de Dynasty en zonas ampliamente visibles del cuerpo tales como antebrazos o espalda, y los que no llevan tatuajes portan el emblema en guitarras o en otros instrumentos.
Ha habido muchísimas colaboraciones entre los músicos de esta asociación, por ejemplo, Aki Hakala había tocado la batería en Killer y en Kwan antes de irse a The Rasmus. Y también aparece en el video de Kwan, Padam.
También Lauri Ylönen hizo un dueto con Killer en la canción All I want.
A su misma vez Lauri Ylönen y Pauli Rantasalmi han producido los discos de Killer al igual que con la canción Chillin´ at The Grotto.
Antti Eräkangas participa como guitarrista y productor de Kwan y Happiness.
Desde que Killer se separara en 2005, Dynasty no duró mucho tiempo solo con Kwan y The Rasmus .
Ese mismo año se les unió a la asociación los Von Hertzen Brothers.
En el año 2006, Happiness firmó como la primera banda novel de Dynasty Recordings.
En el 2008, también firma como la primera artista, la cantante Belle Who bajo este mismo sello.

## Miembros
Actuales
- Lauri Ylönen de The Rasmus - Compositor y dueño. (1999-presente)
- Pauli Rantasalmi de The Rasmus - Compositor, productor y dueño. (1999-presente)
- Antti Eräkangas de Kwan y Happiness - Productor y dueño. (1999-presente)
- Antti Eriksson de Kwan - Director General y dueño. (1999-presente)

Miembros pasados
- Killer. (1999-2005)
- Von Hertzen Brothers - Asociados. (2005-2008)
- Happiness - Banda contratada. (2006-2007)
- Belle Who - Artista contratada - (2008 - 2009)